# NForce 700

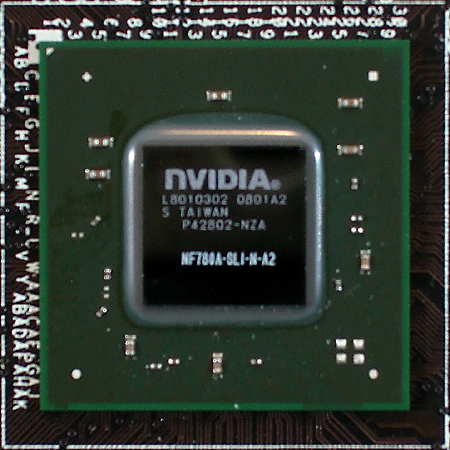
nForce 780a SLI 芯片

nForce 700是NVIDIA的第七代晶片組產品，支援AMD和Intel處理器。於2007年12月發佈。各晶片組名稱後面的英文字母，代表所支援的處理器平台。例如a代表支援AMD平台，i則是Intel平台。
所有的晶片組都不再存在獨立型和整合型之分。所有的晶片組都會集成顯示核心，配合NVIDIA的顯示卡，用來啟動混合SLI技術。當混合SLI技術啟動時，若果系統是閒置的狀態，獨立的顯示核心會被關閉，只利用整合式顯示核心仍顯示輸出，以節省電能。如果是進行立體計算的時候，就會兩個核心同時工作，提升渲染效能。另外，整合式顯示核心支援DirectX 10，並提供PureVideo HD。
某些形號的晶片，會另加NF200晶片，加強SLI的效率。它有兩個功用，一個是PW Short，另一個是Broadcast。前者可以令各個GPU核心直接溝通，不用經過晶片組。而後者，CPU只需發放一個指令，NF200晶片就會將它發放給所有的GPU核心。

## 產品型號

### AMD平台

#### nForce 780a SLI
利用NF200晶片，令晶片組可以支援PCI-Express 2.0，並提供一條全速的PCI-E 16x和兩條PCI-E 8x，可以建立三路SLI。由於晶片已集成顯示核心，所以支援混合SLI技術。處理器方面，支援HyperTransport 3.0總線，所以支持Phenom處理器。PCI-E方面，需要另加NF200晶片去支援PCI-Express 2.0，並提供三條PCI-E插糟，作三路SLI之用。系統記憶體方面，可以支援DDR2-1066。在AMD 790GX推出後，nForce 780a亦升級支援ACC技術。該技術原本在前者首次出現，可以提高Phenom處理器的超頻幅度。在2009年3月，更名為nForce 980a SLI晶片組，亦是nForce 900系列的首款產品。

#### nForce 750a SLI
與780a相似，不用另加NF200晶片，支援PCI-Express 2.0，但只提供兩條PCI-E 8x。

#### nForce 740a SLI
規格與nForce 750a SLI相近。

#### nForce 730a
代號MCP78，集成GeForce 8300或8200顯示核心，並支援混合SLI技術。對手是AMD 780G晶片組。由於是單晶片設計，所以成本較低，但卻衍生出發熱問題。所以，不少主機版廠商都會採用散熱扇和較大的散熱片，去為晶片散熱。為了與高端晶片組有所區別，不支援SLI。

#### nForce 720a
代號MCP78，集成GeForce 8100顯示核心，並支援混合SLI技術。規格與nForce 730a相近。

#### nForce 720D
2008年12月推出。定位低階市場的非整合晶片組，不支援SLI技術，但支援以往只有整合式晶片組才有的NVCC技術。

#### nForce 710a
僅供OEM市場，代號MCP78，集成GeForce 8100顯示核心，不支援混合SLI技術。

### Intel平台

#### nForce 790i Ultra SLI
定位於頂級玩家與工作站的晶片組，在nForce 780i之後推出，北橋代號C73XE，支援1600Mhz的前端匯流排，原生支援PCI-E 2.0，可以組建全PCI-E x16的3-Way SLI，同時亦支援增強版SLI，增强版SLI即PWShort技術是在北橋晶片中，有專用的通道供顯示核心互相傳送數據，記憶體控制器不用參與其中。另一個特點，是Broadcast技術，CPU發出的訊息，各顯示核心可以同時接收。記憶體通過NVIDIA EPP 2.0技術支援至8GB DDR3 2000Mhz，但僅限於適用SLI-Ready認證的記憶體。南橋仍採用代號為MCP55P XE的nForce 570 SLI，內建HD Audio與DualNet雙千兆網卡控制器，支援FirstPacket技術，提供6個SATA 3.0GB/s，兩個PATA 133，支援MediaShield組建RAID 0、RAID 1、RAID 0+1、RAID 5。提供10個USB，並可透過USB插針來連接支援NVIDIA ESA技術的設備。

#### nForce 790i
790i Ultra SLI的簡化版本，北橋代號C73P，記憶體只支援至8GB DDR3 1333Mhz，其他規格與790i Ultra SLI完全相同。

#### nForce 780i
支援1333MHz FSB，結構與680i相似，只是新增對45奈米處理器的支援。需要外加NF200晶片去支援PCI-Express 2.0。多卡加速運算方面，支援三路SLI。NF200晶片可以將一條PCI-E x16，橋接成兩條支援PCI-E 2.0的PCI-E x16。另外，北橋支援DDR2記憶體。

#### nForce 770i SLI
該產品已取消發表。770i SLI是790i的簡化版本，支援DDR3記憶體。對手是Intel的P45晶片組。記憶體方面，最高支援雙通道DDR3 1333。晶片組只會提供兩組PCI-E x16插槽，所以不可以支援三路SLI。

#### nForce 760S SLI
僅供OEM市場，適用於輕薄短小的個人電腦，支援Core 2系列處理器，HybridPower技術，可以使用在uATX，SFF，ITX大小的主機板上。原生支援DDR3，其他規格與nForce 770i SLI基本相同。該產品只有惠普等少數廠商推出過。

#### nForce 760i SLI
產品代號MCP7A-SLI，原生支援DDR3，內建GeForce 9400顯示核心，其他規格與nForce 770i SLI基本相同。

#### nForce 750i
支援1333MHz FSB。原只支援兩條PCI-E x8，後改為兩條PCI-E x16。對手是INTEL的P45晶片組。

#### nForce 740i
支援1333MHz FSB。即是原先的nForce 650i(MCP55)。因為尚有存貨，為了增加銷量，改名為740i。

#### nForce 730i
代號MCP7A，對應AMD版本的MCP78，同樣是單晶片的整合式晶片組。支援混合SLI技術，亦支援普通SLI，但只限雙PCI-E x8模式。整合式顯示核心支援DirectX 10和PureVideo HD，型號是GeForce 9400或9300。顯示輸出方面，可以支援HDMI和DisplayPort。大部分形號都支援雙通道DDR3記憶體。FSB方面，可以支援1333MHz。硬碟接口方面，提供六個SATA，和12個USB 2.0。它的競爭對手是AMD的790GX晶片組。

#### nForce 720i
代號MCP7A-D，定位低階市場的非整合晶片組。